# ファーストサムライ (ゲーム)
『ファーストサムライ』 (The First Samurai) は、1991年11月にイギリスのImage Worksから発売されたAmiga用横スクロールアクションゲーム。
サムライの一族である主人公を操作し、全ての時代を支配しようとする古代の悪霊「魔狂神」を倒す事を目的としている。タイトルは当時大ヒットしたアクションゲームの『The Last Ninja』（1987年）に由来している。
開発はイギリスのVivid Imageが行い、ゲーム・デザインおよびプログラムはパソコン用ソフト『ストームロード』（1989年）を手掛けたラファエル・チェッコ、音楽はパソコン用ソフト『Rampage』（1988年）を手掛けたニコラス・A・ジョーンズが担当している。
1992年にAtari ST、コモドール64、PC/AT互換機に移植された他、1993年にはスーパーファミコンに移植され日本においても発売された。2011年にはiOS用ソフトとして配信された。2022年にはPiko InteractiveによってSteamでも配信されている。

## 概要
和風探索型アクションゲームとして高い評価を受け、欧米にて各種パソコンに移植され、PC/AT互換機版はユービーアイソフトが販売した。
日本ではコトブキシステム（ケムコ）がスーパーファミコンに移植して販売した。移植の際のレーディング配慮により、血しぶきが省略されていたりするほか、人間型の敵が妖怪という設定に変えられている他、原作にはなかったBGMが書き下ろされている。オリジナル版のBGMもスーパーファミコン音源でアレンジの上で収録されており、オプションで切り替えることが可能。
特殊アイテムを使って隠しルートを見つける謎解きの要素がある。セーブポイントや回復アイテムが各所に配置されているほか、無限湧きするザコを倒すことでもパワーが回復できるため、難易度自体はそれほど高くない。
続編の『The Second Samurai』（1994年）はAmiga用ソフトとして発売され、後にメガドライブにも移植されているが、日本国内では未発売となっていた。2022年11月に本作と続編の両方の移植を内包した『The Samurai Collection』がNintendo Switch、PlayStation 4、PlayStation 5、Xbox Series X|S、Xbox Oneに配信され、日本語非対応ながら、日本でも発売されている。

## ゲーム内容

### システム
ゲームの目的はステージ上に散らばる赤い印を集め、ボスを倒すことである。また、ステージ上には妖術使いを呼ぶためのベルが散らばっており、通常では通れない場所を通れるようにしたり、取れない場所にある赤い印を取るために使用する。全5ステージ。残機制で、コンティニューは1回のみ。

### アイテム
破霊の剣
サムライが最初から持っている主な攻撃手段。パッケージイラストでは日本刀だが、それ以外では西洋剣に見える。剣ゲージというものが存在し、体力ゲージが無くなると剣が何処かへ飛んでいってしまい、代わりに剣ゲージ残量が体力ゲージに変換される。しばらく攻撃手段はパンチとキックになるが、敵を倒すことで剣ゲージが貯まっていき、ある程度溜まると再び剣が天から降りて来て、使用できるようになる。
邪壊の短剣
サムライのサブ武器の一つ。投げ付けて遠距離でも攻撃ができる。重ねて取得するとレベルが上がり、2WAY、3WAYになる。手に入る弾数が多い。
砕きの斧
サムライのサブ武器の一つ。これも飛び道具で、敵を貫通する性質がある。
手裏爆弾
サムライのサブ武器の一つ。威力は高いが、入手数が少ない。上記の短剣、斧、爆弾はどれか一種類しか所有できない。別種の武器を取得すると、前の武器の残弾は全て廃棄され、短剣の攻撃レベルも初期化される。
鉄球バリア
棘鉄球。取得すると、以後サムライの周りに滞空し、自律的に近くの敵を攻撃し続ける。剣の有無・サブ武器の状態など一切問わず、何の操作も必要とせず完全に自動で働く。また複数取得すれば複数が並行稼動する。残機を1つ失った時点で消滅するが、それ以外で無くなる事はない。2面ボスも似たような鉄球を装備している。
遭遇の印
ステージ上に散らばる赤い印。5つ集め、特定の場所にたどり着くとボスが出現する。
聖霊の鐘（呼び鈴）
ゲーム上ではベルとも言われる。ステージ上に散らばっており、妖術使いを呼び寄せることができる。通常では通れない場所を通れるようにしたり、取れない場所にある赤い印を取れるようにしてくれる。
妖術の魂
妖術使いの顔を象ったアイテム。取ると周辺の悪霊が一瞬で全滅する。
移動のランプ
後述の壷へ即座に移動する。
一時記憶の壷
マップの特定箇所に設置されている。剣ゲージを20%ほど使用して登録すると、1機失った時、または移動のランプを使用した時に記録した場所から再開できる。記録は上書きされ、最後に登録したもののみ有効。
回復のカゴ
フルーツバスケット。斬るか叩くか蹴ると、歌声と共に体力回復アイテムを沢山出す。
宝箱
得点アイテムが入っている。開ける際、讃歌が聞こえる。

## 設定

### ストーリー
古代の悪霊「魔狂神」が復活した。古代悪霊のエネルギー源は戦国時代の人間社会に充満する増悪。かつて悪霊を封じ込めたサムライの一族である主人公とその師匠が、修行中に魔狂神の襲撃を受ける。師匠は敗れ去り、最後の力を振り絞って天より妖術使いを呼び寄せた。妖術使いの前に、魔狂神は未来へと逃走する。魔狂神は無数の悪霊を蘇らせ、戦国時代から遠未来にかけて、全ての時代を支配しようと目論む。主人公は妖術使いを呼び寄せる呼び鈴と破霊の剣を授かり、悪霊を倒すため時空を超える旅に出る。

### ステージ構成
ステージ1 1730年ミスティックゾーン～1730 BATTLEFIELD～
壱の巻シーン1。舞台は1730年の日本。未だ固まりきらない溶岩で構成された岩場が舞台で、マグマの火や炎、巨大な滝が行く手を阻む。土から飛び出す河童や、ギーガー調エイリアンの悪霊が襲い掛かる。ボスは赤、青2匹の竜。炎を吐いて攻撃してくる。
ステージ2 時空移動・タイムエクスプレス
壱の巻シーン2。舞台は時を越える列車。ボスは先頭車両に封じられたサムライロボ。飛び道具が通用せず、間合いを調整しつつ鋭い斬撃を繰り出す。ある程度ダメージを与えると鉄球バリアを展開する。
ステージ3 1999年トウキョウシティ
二の巻シーン1。舞台は1999年の東京。悪霊の侵攻を受けて廃墟と化しており、変異体のクラゲや手榴弾を投げる河童、小型ヘリコプターなどと戦う。下水を抜けた地下空洞で遭遇するボスは、タコのような異生物。素早い動きで壁の穴を出入りしながら襲ってくる。
ステージ4 時空移動・タイムエレベーター
二の巻シーン2。舞台は時間を駆けるエレベーター。エレベーターとはいえ、時のシャフトを移動する箱それ自体が巨大な構造物となっており、自分の足で最上層まで踏破しなければ脱出できない。あちこちに高圧電流の流れる回路が露出していて非常に危険。敵は機械仕掛けのガードマシンなど。ボスは悪霊が憑依した大型コンピューター。緑の物体を伸び縮みさせたり、手榴弾を浴びせてくる。
ステージ5 2245年魔狂神殿
舞台は2245年の未来都市。前半は有機組織が根を張り、至る所に触手や眼球が覗いている地下世界、後半は巨大な和風の城が舞台。神殿上空、衛星基地のような区画でラスボス「悪霊の王・魔狂神」と戦う。巨大な紫色の顔面に脚が生えた化け物で、超高速の腕立て伏せで顎を叩きつけたり、口から吐き出す大量の光弾で攻撃してくる。ある程度ダメージを与えると目玉が抜け落ち、攻撃してくる。

### 世界観
本作には、「海外から見た勘違いされた日本のイメージ」と見受けられる箇所や、その他にも荒唐無稽な箇所が多数存在する。ゲームセンターCXでもいくつか指摘されていた。ちなみにこのうちいくつかは日本のケムコによってスーパーファミコン版で追加されたものである。
- サムライである主人公の師匠がどう見ても歌舞伎役者。
- サムライである主人公のセリフが「マイソード」（抜刀時）、「オーノーマイソード」（剣が無くなったとき）など、英語になっている。
- 「若きサムライ」と明言されている主人公が50歳より前には見えない。
- 復讐の旅が始まったステージ1のBGMが、ライトでポップに編曲された演歌調。
- 残ライフを表すゲージが、拳を握り真っ直ぐ伸ばした腕を模している。
- 中型敵の破壊音がオーケストラヒット。続けて倒すと、どんどん音程が高くなっていく。
- 時空を越える移動手段が、列車とエレベーター。
- ステージ3は現代の東京が舞台だが、遠方には石垣付きの城郭が無数に乱立しているシルエットが確認できる。最も大きい城（おそらく江戸城）はネオンで彩られ、盛大にライトアップされている。ビル群の窓は大半が襖で、屋上は本格的な瓦葺。ビル上空は工事中なのか、鉄骨が四方に入り組んでいる。その上を小型ヘリコプターや忍者が往来。下水道には3mほどの巨大筍が道をふさぎ、ミュータント化した軍人が潜んでいるなど、非常に混沌とした光景になっている。
- ステージ5は遠未来だが、地獄じみた地下世界と巨大な天守閣が舞台で、ガードロボットや固定砲台、ゾンビ、天狗が乱舞する。
- ボスにも巨大ホームシアターセットにしか見えないコンピュータ（悪霊が取り憑いている）、地球上のものと思えない頭足類風の怪獣、全長5ｍほどの巨大な顔面から直接爬虫類じみた脚が生えた悪霊の王など、奇抜なデザインが多い。
- 一部アイテムの出現時に讃歌（ヘンデル作曲のオラトリオ『メサイア』より「ハレルヤ」）が流れる。ただし、最初の1小節を単調に繰り返すだけで、放っておくとどんどん音程が上がっていく。

## 移植版
| No. | タイトル           | 発売日              | 対応機種              | 開発元      | 発売元             | メディア                | 型式                           | 備考 |
| --- | ------------------ | ------------------- | --------------------- | ----------- | ------------------ | ----------------------- | ------------------------------ | ---- |
| 1   | First Samurai      | 1992年              | Atari ST コモドール64 | Vivid Image | Image Works        | フロッピーディスク      | -                              |      |
| 2   | First Samurai      | 1992年              | PC/AT互換機           | Vivid Image | ユービーアイソフト | フロッピーディスク      | -                              |      |
| 3   | ファーストサムライ | 1993年7月2日 1993年 | スーパーファミコン    | Vivid Image | コトブキシステム   | 4メガビットロムカセット | SHVC-FK SNS-FK-USA SNSP-FK-UKV |      |
| 4   | First Samurai      | INT 2011年9月30日   | iPad (iOS)            | Vivid Image | Elite Systems      | ダウンロード            | -                              |      |
| 5   | First Samurai      | INT 2011年10月1日   | iPhone (iOS)          | Vivid Image | Elite Systems      | ダウンロード            | -                              |      |

## 音楽

### イメージソング
ゲーム本編には収録されていないが、ステージ1のBGMには歌入りバージョンが存在する。広島に実家があるアイドルの城みちるが広島に本社があるケムコの社長と知り合いだった縁で、城みちるが歌っている。1993年4月21日にビクターエンタテインメント（現：JVCケンウッド・ビクターエンタテインメント）より『ファーストサムライ』のタイトルでCDが発売された。2014年現在、芸能界復帰後唯一のシングルである。
収録曲
1. ファーストサムライ
作詞：津田義彦、作曲：サムライ・ケムコ、編曲：伊戸のりお
2. SAMURAI, Get Back!
作詞：藤本つばさ、作曲：サムライ・ケムコ、編曲：伊戸のりお
3. ファーストサムライ（カラオケ）
4. SAMURAI, Get Back!（カラオケ）

## スタッフ
オリジナル版
- プログラム：ラファエル・チェッコ
- ゲーム・デザイン：Vivid Image、ラファエル・チェッコ
- グラフィック：テオマン・ウルマック
- サウンド：ニコラス・A・ジョーンズ

スーパーファミコン版
- Vivid Image：メブリュト・ディンク、ジョン・トゥイディ
- エグゼクティブ・ディレクター：永田憲一、いしいまさひろ、しんじょうみつお、道浦忍
- プログラマー：ロース・アイハラ、マザー・シンドー、エネミー・タカハシ、ドクター・オオツカ、ビッグフット・ヤマサキ
- サウンド：アルテミス/ICA
- グラフィック：ZENKOU HOUSHI、MOBY DICK、STAR BLADER B.J
- スペシャル・サンクス：デーモン・ヒロキチ、PU! HIRAHARA

## 評価
スーパーファミコン版
ゲーム誌『ファミコン通信』の「クロスレビュー」では、6・6・6・5の合計23点（満40点）、『ファミリーコンピュータMagazine』の読者投票による「ゲーム通信簿」での評価は以下の通りとなっており、17.2点（満30点）となっている。
| 項目 | キャラクタ | 音楽 | お買得度 | 操作性 | 熱中度 | オリジナリティ | 総合 |
| 得点 | 2.7        | 3.0  | 2.9      | 3.1    | 2.9    | 2.6            | 17.2 |